# Министр иностранных дел Казахстана
Министр иностранных дел Казахстана (каз. Қазақстан Республикасының Сыртқы істер министрі) является должностным лицом в составе Правительства Казахстана, ответственным за обеспечение реализации внешней политики.
Министр иностранных дел Казахстана является первым руководителем Министерства иностранных дел Казахстана, возглавляющим единую систему органов дипломатической службы страны, которая состоит из центрального аппарата и заграничных учреждений. Глава внешнеполитического ведомства Казахстана назначается на должность и освобождается от должности Президентом Казахстана самостоятельно без консультаций с парламентом.
Министр иностранных дел Казахстана в своей работе опирается на Положение о Министерстве иностранных дел Казахстана, утверждённое Постановлением Правительства Казахстана от 28 октября 2004 года № 1118, и уполномочен представлять Республику Казахстан в отношениях с иностранными государствами и международными организациями в пределах своей компетенции, представлять Министерство в государственных органах и иных организациях, определять обязанности и полномочия своих заместителей, назначать на должности и освобождать от должностей, поощрять и налагать дисциплинарные взыскания на персонал дипломатической службы, определять потребность в кадрах органов дипломатической службы, осуществлять иные полномочия в соответствии с законодательством Казахстана.

## История
Источники по истории дипломатических отношений казахских правителей свидетельствуют, что в период Казахского ханства на практике внешнеполитическим блоком руководили сами правители. Развитие дипломатических отношений инициировалось ханами. Основным содержанием их внешней политики было расширение территорий, стремление овладеть торговыми путями, узлами их скрещивания, центрами торговли и играть главную роль в международном обмене и т. д. В ставках казахских ханов имелись канцелярии, из которых исходили документы дипломатического и социально-экономического характера. Казахские ханы назначали своих посланцев — «илчи», которым поручалось передавать сообщения и распоряжения в письменном или устном виде соседним правителям и наместникам.
На территории Казахстана должность руководителя внешнеполитического ведомства впервые была документально оформлена в период существования Туркестанской Автономной Социалистической Советской Республики, которая в первоначальный период после Октябрьской революции в целом ряде случаев самостоятельно осуществляла внешнеполитическую деятельность. Данная должность называлась — Народный комиссар иностранных дел Туркестанской АССР, деятельность которого регулировалась Положением о комиссариате иностранных дел Туркестанской республики в Российской Федерации. В функциональные обязанности Наркома иностранных дел Туркестанской АССР входили политические сношения с иностранными правительствами, покровительство в чужих краях торговле и интересам республики, ходатайство о законной защите граждан республики за границей.
Пост министра иностранных дел в современном понимании появился после того, как в феврале 1944 г. был принят Закон СССР «О представлении союзным республикам полномочий в области внешних сношений и о преобразовании в связи с этим Народного Комиссариата иностранных дел из общесоюзного в союзно-республиканский Народный Комиссариат». Тогда, все союзные республики получили право вступать в непосредственное сношение с иностранными государствами, однако все основные внешнеполитические функции выполняло Министерство иностранных дел СССР.
В 1944—1974 гг. обязанности министра иностранных дел по совместительству выполняли заместители председателя Совета Министров Казахской ССР.

## Список министров
В этом списке обозначены имена и время полномочий всех министров иностранных дел Казахстана, начиная с 1944 года.

На сегодняшний день в современном независимом Казахстане было 7 человек, занимавших этот пост, 3 из них были министрами дважды.

Герб Казахстана

| ФИО                                | Должность                                                                         | Начало полномочий | Окончание        |
| ---------------------------------- | --------------------------------------------------------------------------------- | ----------------- | ---------------- |
| Тажибаев Тулеген Тажибаевич        | Народный комиссар иностранных дел Казахской ССР                                   | 1944              | 1946             |
| Тажибаев Тулеген Тажибаевич        | Министр иностранных дел Казахской ССР                                             | 1946              | 1953             |
| Байгалиев Хаиргалий Байгалиевич    | Министр иностранных дел Казахской ССР                                             | 1953              | 1955             |
| Тажибаев Тулеген Тажибаевич        | Министр иностранных дел Казахской ССР                                             | 1955              | 1958             |
| Закарин Аскар Закарьевич           | Заместитель председателя Совета министров — Министр иностранных дел Казахской ССР | 1958              | 1961             |
| Атамбаев Утешкали Дуйсенгалиевич   | Заместитель председателя Совета министров — Министр иностранных дел Казахской ССР | 1961              | 1963             |
| Шарипов Ади Шарипович              | Заместитель председателя Совета министров — Министр иностранных дел Казахской ССР | 1963              | 1966             |
| Бультрикова Балжан Бультриковна    | Заместитель председателя Совета министров — Министр иностранных дел Казахской ССР | 1966              | 1971             |
| Фазылов Малик Сабирович            | Министр иностранных дел Казахской ССР                                             | 1973              | 1976             |
| Базарбаев Муслим Базарбаевич       | Министр иностранных дел Казахской ССР                                             | 1976              | 1981             |
| Исиналиев Михаил Иванович          | Министр иностранных дел Казахской ССР                                             | 1981              | 1989             |
| Арыстанбекова Акмарал Хайдаровна   | Министр иностранных дел Казахской ССР                                             | 1989              | декабрь 1991     |
| Сулейменов Тулеутай Скакович       | Министр иностранных дел Казахстана                                                | декабрь 1991      | апрель 1994      |
| Саудабаев Канат Бекмурзаевич       | Министр иностранных дел Казахстана                                                | апрель 1994       | октябрь 1994     |
| Токаев Касым-Жомарт Кемелевич      | Министр иностранных дел Казахстана                                                | октябрь 1994      | 12 октября 1999  |
| Идрисов Ерлан Абильфаизович        | Министр иностранных дел Казахстана                                                | 12 октября 1999   | 29 января 2002   |
| Токаев Касым-Жомарт Кемелевич      | Государственный секретарь — Министр иностранных дел Казахстана                    | 29 января 2002    | 11 января 2007   |
| Тажин Марат Муханбетказиевич       | Министр иностранных дел Казахстана                                                | 11 января 2007    | 4 сентября 2009  |
| Саудабаев Канат Бекмурзаевич       | Министр иностранных дел Казахстана                                                | 4 сентября 2009   | 8 апреля 2011    |
| Казыханов Ержан Хозеевич           | Министр иностранных дел Казахстана                                                | 11 апреля 2011    | 24 сентября 2012 |
| Идрисов Ерлан Абильфаизович        | Министр иностранных дел Казахстана                                                | 28 сентября 2012  | 28 декабря 2016  |
| Кайрат Кудайбергенович Абдрахманов | Министр иностранных дел Казахстана                                                | 28 декабря 2016   | 26 декабря 2018  |
| Атамкулов Бейбит Бакирович         | Министр иностранных дел Казахстана                                                | 26 декабря 2018   | 19 сентября 2019 |
| Тлеуберди Мухтар Бескенулы         | Заместитель Премьер-Министра — Министр иностранных дел Казахстана                 | 19 сентября 2019  | 29 марта 2023    |
| Мурат Абугалиевич Нуртлеу          | Заместитель Премьер-Министра — Министр иностранных дел Казахстана                 | 29 марта 2023     | н. в.            |